# Nógrádi Péter
Nógrádi Péter (Budapest, 1952. május 30. –) magyar zeneszerző. A Magyar Művészeti Akadémia rendes tagja (2011).

## Életpályája
1966–1970 között a budapesti Veres Pálné Gimnázium diákja volt. 1969–1972 között a XI. Kerületi Zeneiskolában összhangzattant tanult Geszler György tanítványaként. 1970–1973 között az Ybl Miklós Építőipari Műszaki Főiskola magasépítés szakán tanult. 1973-ban a 21. számú Állami Építőipari Vállalat Betonkeverő Üzemének építész-gyakornoka volt. 1974–1976 között ismét a XI. Kerületi Zeneiskolában tanult zeneszerzést Károlyi Pál tanítványaként. 1974–1978 között a Középülettervező Vállalatnál építészmérnökként dolgozott. 1976–1978 között a Bartók Béla Zeneművészeti Szakközépiskolában is zeneszerzést tanult Fekete Győr Istvánnál. 1978–1983 között a Liszt Ferenc Zeneművészeti Főiskola hallgatójaként zeneszerzést tanult Soproni Józsefnél. 1980–1981 között a VI. Kerületi Zeneiskolában zongorakísérő volt. 1983-tól a Bartók Rádió zenei szerkesztője és gyakornoka. 1984–1985 között az Országos Széchényi Könyvtár  Zeneműtárának zenei munkatársa volt. 1984–1992 között a Fiatal Zeneszerzők Csoportjának tagja volt. 1985–1986 között, valamint 1987–1993 között a váci Bartók Béla Zeneiskola zongoratanára volt. 1986–1987 között a Zeneműkiadó szerkesztőjeként tevékenykedett. 1995–2016 között a törökbálinti Szőnyi Erzsébet Zeneiskola zongoratanára volt. 2011-től a Magyar Művészeti Akadémia rendes tagja.

## Zeneművei
- Mielőtt (Pilinszky János versére; szoprán hangra és zongorára, 1978)
- Betlehemi királyok (József Attila versére, női karra, három hangszerrel, 1980)
- Divertimento (kürt, hegedű, klarinét, 1983)
- Metamorfózisok (vonós zenekarra, 1984)
- Rapszódia (1986)
- Évszakok (kamaraegyüttesre, 1987)
- Via Crucis (nagyzenekarra, 1988)
- Négy prelűd (zongorára, ütőkre, 1990)
- Isten a szekéren (kamaraopera, Sánta Ferenc novellája alapján; 1990)
- In memoriam D. Zs. (kamaraegyüttesre, 1997)
- Missa brevis (női karra, 1998)
- Vonósnégyes (1999-2005)
- Kantáta (női karra, három hangszerrel: zongorára, klarinétre, ütőkre, 2000)
- Esztergomi kantáta (vegyeskarra, nagyzenekarra, 2001)
- Messa da camera (vegyeskarra négy hangszerrel, 2001-2003)
- Magyar requim (2006)
- Elégia (füvósötösre, 1987-2006)
- Canzonetta (kamaraegyüttesre, 1985-2008)

## Díjai, kitüntetései
- Szirmai Albert-díj (1985)
- Magyar Zeneművészek különdíja (1985)
- Magyar Rádió Kortárs Zenei Versenye, a Magyar Zeneművész Szövetség különdíja (1986)
- Kodály Zoltán-ösztöndíj (1987)
- Eötvös-ösztöndíj (1988)
- Soros-ösztöndíj (1989, 1991)
- zeneszerzői pályázat első díja (1997, 2005)
- Magyar Zenei Fórum 2. díj (2002)
- „1956-os magyar forradalom 50. évfordulójára kiírt zeneszerzői verseny”, Magyar Kórusok és Zenekarok Szövetsége (KOTA) első díj (2006)
- „1956-os magyar forradalom 50. évfordulójára kiírt zeneszerzői verseny”, Németh László Alapítvány, 2. helyezés (2006)
- Erkel Ferenc-díj (2008)[3]